# José Puente (futbolista uruguayo)
José Silvano Puente Larrosa (n. Montevideo, Uruguay, 10 de abril de 1968) es un exfutbolista y actual entrenador uruguayo. Jugaba de Zaguero.

## Clubes

### Como jugador
| Club                                  | País     | Año       |
| ------------------------------------- | -------- | --------- |
| Central Español                       | Uruguay  | 1983-1986 |
| Liverpool                             | Uruguay  | 1987-1995 |
| Cobreloa                              | Chile    | 1996-1998 |
| Olimpia                               | Paraguay | 1999      |
| Liga Deportiva Universitaria de Quito | Ecuador  | 2000      |
| Liverpool                             | Uruguay  | 2001      |
| Cerro                                 | Uruguay  | 2002      |
| Central Español                       | Uruguay  | 2003-2007 |
| Racing de Montevideo                  | Uruguay  | 2007      |

### Como entrenador
| Club                  | País    | Año       |
| --------------------- | ------- | --------- |
| Racing                | Uruguay | 2008      |
| Boston River          | Uruguay | 2009      |
| Liverpool (juveniles) | Uruguay | 2011-2012 |
| Liverpool             | Uruguay | 2012      |
| Liverpool (juveniles) | Uruguay | 2012-2015 |
| Cerro                 | Uruguay | 2016      |
| Juventud              | Uruguay | 2017-Act. |

## Palmarés

### Como entrenador
| Título                       | Club   | País    | Año     |
| ---------------------------- | ------ | ------- | ------- |
| Segunda División Profesional | Racing | Uruguay | 2007-08 |